# Генріх II Добрий
Генріх II Добрий (фр. Henri II le Bon; 8 листопада 1563 — 31 липня 1624) — герцог Лотарингії і Бара в 1608—1624 роках. Стосовно нумерації існують дискусії: так дослідники, що враховують Генріха I, що правив усією Лотарингією в X ст., розглядають Генріха Доброго як Генріха II (таких більшість). Інші рахують також сина Гізельберта — Генріха. Відповідно до цього Генріх Добрий має номер «III». Ще одні вчені рахують від утворення Верхньої Лотарингії. Згідно цього Генріх Добрий є Генріхом I.

## Життєпис
Походив з Другого Водемонського або Третього Лотаринзького дому. Старший син Карла III, герцога Лотарингії і Бара, та Клод Валуа. Народився 1563 року в Нансі. Отримав титул маркіза Понт-а-Муссон.
Виховувався при французькому королівському дворі в Парижі. Значний вплив на нього мали родичі — герцоги Гізи. Разом з тим не здобув достатньої освіти для управління державою. З 1580-х років брав участь в релігійних війнах у Франції на боці католиків. В 1593 році під час проведення Генеральних Штатів був одним з претендентів на трон Франції.
1599 року одружився з сестрою французького короля Генріха IV Бурбона. Нареченій було 39 років, і союз мав лише забезпечити стосунки Лотарингії з Францією. Через родинні стосунки папа римський Климент VIII відмовився надати дозвіл, але французький король переконав Карла Бурбона, архієпископа Руанського, здійснити вінчання. Шлюб був нещасливий через різниці у віці та вірі: Генріх був переконаним католиком, а його дружина — кальвіністкою.
1604 року помирає його дружина, а 1606 року Генріх одружився вдруге. 1608 року після смерті батька став новим герцогом Лотаринзьким і Барським. Швидко потрапив під вплив фаворитів, насамперед Людовика де Гіза, барона д'Ансервіль. Герцог активно впроваджував Контрреформацію, змусивши протестантів залишити власні володіння. Втім з початком Тридцятирічної війни у 1618 році обрав політику нейтралітету.
Не маючи синів, прагнув передати трон доньці Ніколь, яку планував одружити з д'Ансервілем. Втім під тиском лотаризької знаті відмовився від цього. Зрештою домовився зі своїм братом Франциском і небожем Карлом про шлюб останнього з Ніколь, але та повинна була стати повновладною герцогинею. Помер Генріх II 1624 року.

## Родина
1. Дружина — Катерина, донька Антуана де Бурбона, герцога Вандома.
Дітей не було.
2. Дружина — Маргарита, донька Вінченцо I Гонзага, герцога Мантуї і Монферрата.
Діти:
- Ніколь (1608—1657) — дружина герцога Лотарингії Карла IV
- донька (1611)
- Клод (1612—1648) — дружина герцога Лотарингії Ніколя II Франциска

2 бастарди